# Daigo-ji
| Imagem: Monumentos Históricos da Antiga Quioto | O Daigo-ji está incluido no sítio "Monumentos Históricos da Antiga Quioto", Património Mundial da UNESCO. |  |

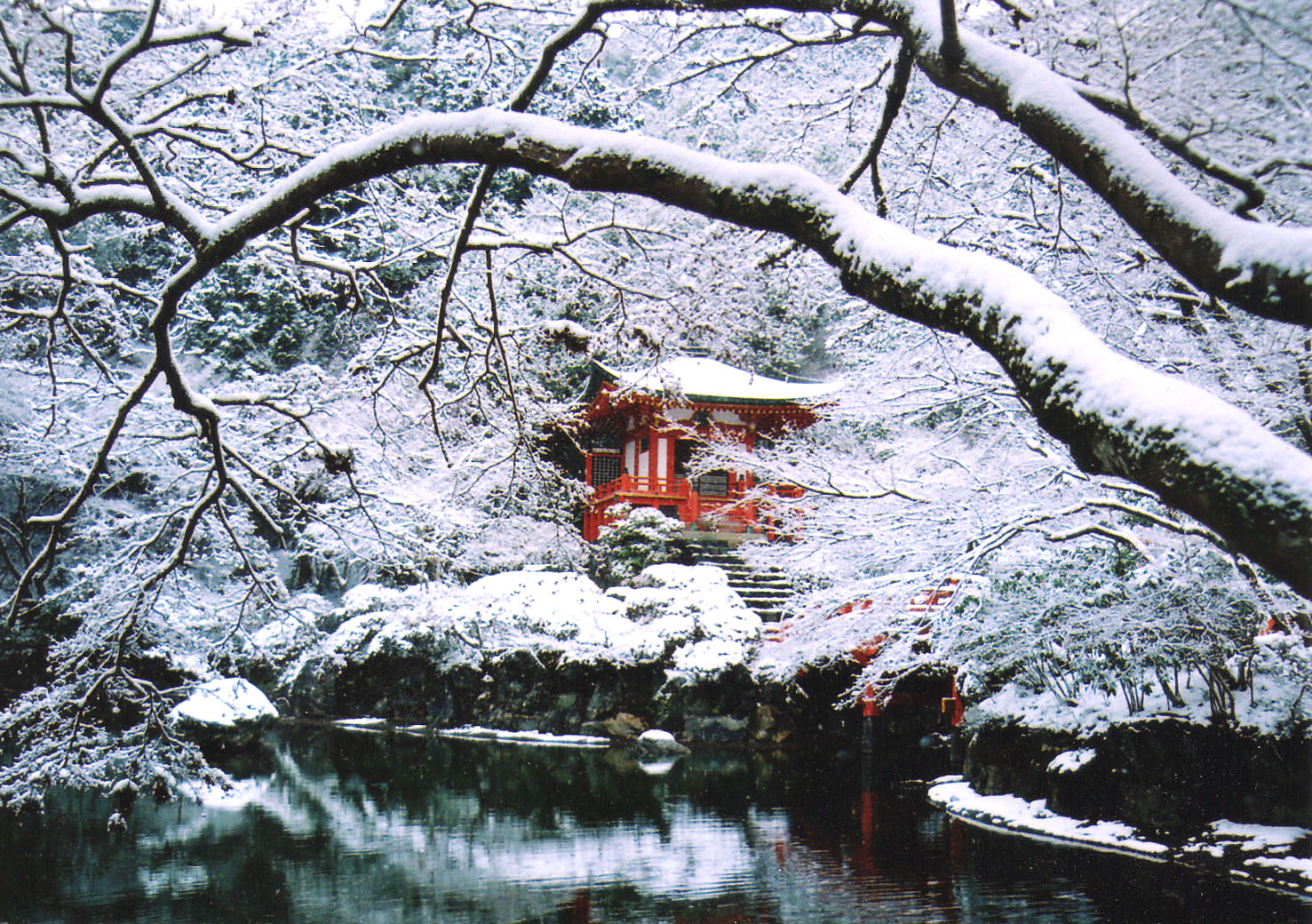
Santuário de Benten no recinto do Daigo-ji

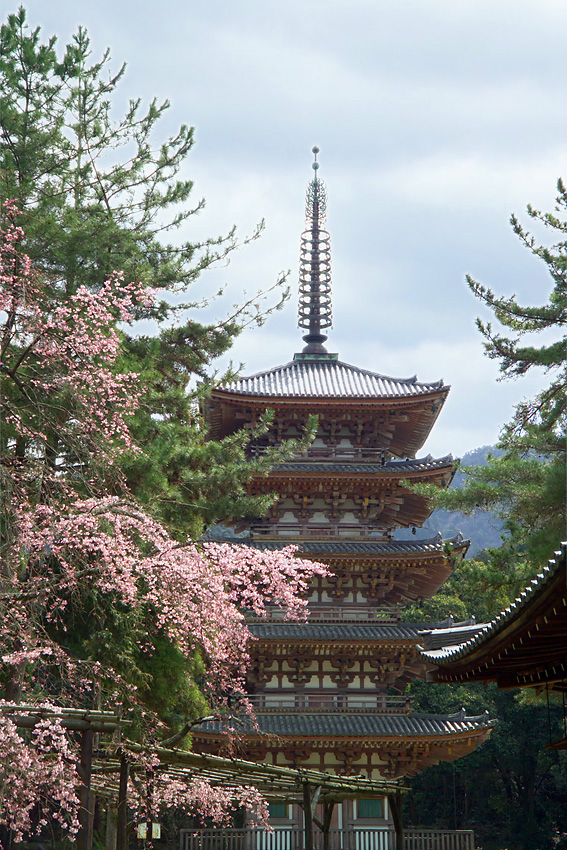
Pagode de cinco andares

Daigo-ji (醍醐寺) é um templo budista shingon em Quioto, no Japão. O templo foi fundado por Shōbō em 874.
Várias estructuras, incluindo o kondō  e o pagode de cinco andares são Tesouros Nacionais do Japão.
O Daigo-ji faz parte dos "Monumentos Históricos da Antiga Quioto", Património Mundial da Unesco.